# Perichares butus
Perichares butus är en fjärilsart som beskrevs av Heinrich Benno Möschler 1876. Perichares butus ingår i släktet Perichares och familjen tjockhuvuden. Inga underarter finns listade i Catalogue of Life.